# Wijken en buurten in Grootegast
De Nederlandse gemeente Grootegast is voor statistische doeleinden onderverdeeld in wijken en buurten. De gemeente is verdeeld in de volgende statistische wijken:
- Wijk 00 Grootegast (CBS-wijkcode:001500)
- Wijk 01 Lutjegast (CBS-wijkcode:001501)
- Wijk 02 Opende (CBS-wijkcode:001502)
- Wijk 03 Oldekerk (CBS-wijkcode:001503)

Een statistische wijk kan bestaan uit meerdere buurten. Onderstaande tabel geeft de buurtindeling met kentallen volgens het Centraal Bureau voor de Statistiek (2008):
| CBS-buurtcode | Buurtnaam                                     | Inwonertal | Opp. totaal (ha) | Opp. land (ha) | Ligging                |
| ------------- | --------------------------------------------- | ---------- | ---------------- | -------------- | ---------------------- |
| BU00150000    | Grootegast                                    | 3280       | 368              | 365            | Locatie in de gemeente |
| BU00150001    | Doezum                                        | 720        | 101              | 101            | Locatie in de gemeente |
| BU00150002    | Sebaldeburen                                  | 370        | 168              | 166            | Locatie in de gemeente |
| BU00150006    | Het Peebos                                    | 170        | 142              | 141            | Locatie in de gemeente |
| BU00150007    | Verspreide huizen ten zuiden van Sebaldeburen | 240        | 414              | 412            | Locatie in de gemeente |
| BU00150008    | Verspreide huizen ten zuiden van Grootegast   | 340        | 869              | 868            | Locatie in de gemeente |
| BU00150009    | Overige verspreide huizen                     | 220        | 1065             | 1060           | Locatie in de gemeente |
| BU00150100    | Lutjegast                                     | 770        | 122              | 122            | Locatie in de gemeente |
| BU00150109    | Verspreide huizen Lutjegast                   | 430        | 1871             | 1842           | Locatie in de gemeente |
| BU00150200    | Opende-West                                   | 1130       | 144              | 144            | Locatie in de gemeente |
| BU00150201    | Opende-Oost                                   | 270        | 122              | 122            | Locatie in de gemeente |
| BU00150202    | Kornhorn                                      | 550        | 49               | 49             | Locatie in de gemeente |
| BU00150209    | Verspreide huizen ten zuiden van Opende       | 920        | 1198             | 1160           | Locatie in de gemeente |
| BU00150300    | Niekerk                                       | 1470       | 102              | 102            | Locatie in de gemeente |
| BU00150301    | Oldekerk                                      | 780        | 94               | 93             | Locatie in de gemeente |
| BU00150309    | Verspreide huizen Oldekerk                    | 560        | 1950             | 1941           | Locatie in de gemeente |